# Толстой-Юртовское сельское поселение
Толстой-Юртовское се́льское поселе́ние — муниципальное образование в Грозненском районе Чечни Российской Федерации.
Административный центр — село Толстой-Юрт.

## История
Статус и границы сельского поселения установлены Законом Чеченской Республики от 20 февраля 2009 года № 12-РЗ «Об образовании муниципального образования Грозненский район и муниципальных образований, входящих в его состав, установлении их границ и наделении их соответствующим статусом муниципального района и сельского поселения».

## Население
| 2010  | 2012  | 2013  | 2014    | 2015    | 2016    | 2017  |
| ----- | ----- | ----- | ------- | ------- | ------- | ----- |
| 8175  | ↗8335 | ↗8582 | ↗8709   | ↗8894   | ↗9061   | ↗9191 |
| 2018  | 2019  | 2020  | 2021    | 2023    | 2024    |       |
| ↗9364 | ↗9493 | ↗9639 | ↗10 490 | ↗10 727 | ↗11 149 |       |

## Состав сельского поселения
| № | Населённый пункт | Тип населённого пункта       | Население |
| - | ---------------- | ---------------------------- | --------- |
| 1 | Набережный       | посёлок                      | ↗172      |
| 2 | Толстой-Юрт      | село, административный центр | ↗10 318   |